# Graça (Ceará)
Graça é um município brasileiro do estado do Ceará. Sua população foi estimada em 2022 em 13.801 habitantes segundo dados do Instituto Brasileiro de Geografia e Estatística .

## História
Distrito criado com a denominação de Graça, pela lei provincial Nº 1491, de 16 de dezembro de 1872 e por ato provincial de 25 de junho de 1873. Em divisão administrativa referente ao ano de 1911, o distrito de Graça figura no município de São Benedito. Assim permanecendo em divisões territoriais datadas de 31 de dezembro de 1936 e 31 de dezembro de 1937. No quadro fixado para vigorar no período de 1944-1948, o distrito de Graça permanece no município de São Benedito. Em divisão territorial datada de 1 de julho de 1960 o município de Graça permanece no município de São Benedito. Assim permanecendo em divisão territorial datada de 18 de agosto de 1988. Elevado à categoria de município com a denominação de Graça, pela lei estadual Nº 11307, de 15 de abril de 1987, desmembrado de São Benedito, sede no antigo distrito de Graça. Constituído do distrito sede, instalado em 1 de janeiro de 1989. Em divisão territorial datada 17 de julho de 1991, o município é constituído do distrito sede. Pela lei municipal Nº 033, de 1 de agosto de 1991, é criado o distrito de Lapa e anexado ao município de Graça.

### Etimologia
Graça provém do latim gratia, que deriva de gratus (grato, agradecido) e que em sua primeira acepção designa a qualidade ou conjunto de qualidades que fazem agradável a pessoa que as têm.  O nome da cidade provém do nome da padroeira, Nossa Senhora das Graças.  

## Geografia
- Localização: Noroeste Cearense
- Distância em linha reta a capital: 255 km
- Área: 282 km²
- Latitude: 4º 02’ 46’’
- Longitude(WGr): 40º 45’ 10’’
- Altitude (m): 174,8
- Clima: Tropical Subquente Úmido e Tropical Quente Úmido
- Pluviosidade (mm): 1.507,2
- Temperatura:  26 a 28ºC
- Período Chuvoso: janeiro a maio
- Relevo: Depressões Sertanejas
- Solos: Solos Litólicos, Podzólico Vermelho-Amarelo e Latossolo Vermelho-Amarelo
- Vegetação: Caatinga Arbustiva Aberta, Floresta Caducifólia Espinhosa, Floresta Subcaducifólia Tropical Pluvial e Floresta Subperenifólia Tropical Pluvio-Nebular
- Subdivisões: 06 - Graça (sede), Barro Vermelho, Lapa, Caetano, Pirituba e Extremas
- Macrorregião de Planejamento: Sobral/Ibiapaba
- Mesorregião: Sopé da Ibiapaba - Noroeste Cearense

### Fósseis
A região da Serra da Ibiapaba possui muita ocorrência fossilífera de icnofósseis, que são rastros fossilizados de animais, mas sem preservação do corpo do animal. No Graça, ocorre um icnofóssil: “Bergaueria”, que são os vestígios de Anêmonas do Mar, que viviam em um oceano que existiu na região a 440 milhões de anos atrás. Atualmente, os fósseis são pesquisados e estudados no Laboratório de Paleontologia da  Universidade Estadual Vale do Acaraú (UVA), em Sobral.

## Datas Comemorativas
- 15 de abril - Aniversário do município
- 5 a 15 de agosto - Festejos da padroeira Nossa Senhora das Graças